# Valérie Sibioude
Valérie Sibioude est une joueuse de kayak-polo internationale française, née le 7 mai 1987 à Nantes.
Elle participe en 2008 au championnat de France N1F dans l'équipe de Château Thébaud.

## Sélections
Sélections en équipe de France espoir
- Championnats d'Europe 2007 : Médaille d'argent [3]

Sélections en équipe de France senior
- Championnats du monde 2008 : Médaille de bronze[4]
- Jeux mondiaux de 2009 : Médaille de bronze
- Jeux mondiaux de 2013 : Médaille de bronze
- Jeux mondiaux de 2017 : Médaille d'argent